# Puerto Pizarro
Puerto Pizarro es una villa y balneario peruano del distrito de Tumbes, ubicado en la provincia y el departamento homónimos. Se halla a trece kilómetros de la ciudad de Tumbes. Posee una pequeña caleta de pescadores y extractores de moluscos. Sus aguas poco profundas permiten la práctica de windsurf, esquí acuático y paseos en lancha, lo que la convierte en un importante centro turístico.
Puerto Pizarro es el punto de partida para visitar el santuario nacional Los Manglares de Tumbes, usualmente a través de paseos en barco y visitas a las islas cercanas donde se pueden ver numerosas aves así como apreciar el cambio en el nivel de las mareas. 
Durante el recorrido se puede desembarcar en las islas del Amor y Hueso de Ballena, cuyas playas son las más importantes de la zona. Otro punto de interés es el criadero del Cocodrilo de Tumbes en el que pueden verse todas las etapas de crecimiento de este animal. Cabe destacar la importancia de este criadero pues el Cocodrilo de Tumbes se encuentra todavía en vías de extinción.

## Demografía
En 2017 Huaquilla tenía una población de 4000 habitantes.
| Gráfica de evolución demográfica de Puerto Pizarro entre 1993 y 2017 |
|                                                                      |
| Fuentes: Población 1993 y 2017                                       |

## Clima
| Parámetros climáticos promedio de Puerto Pizarro | Parámetros climáticos promedio de Puerto Pizarro | Parámetros climáticos promedio de Puerto Pizarro | Parámetros climáticos promedio de Puerto Pizarro | Parámetros climáticos promedio de Puerto Pizarro | Parámetros climáticos promedio de Puerto Pizarro | Parámetros climáticos promedio de Puerto Pizarro | Parámetros climáticos promedio de Puerto Pizarro | Parámetros climáticos promedio de Puerto Pizarro | Parámetros climáticos promedio de Puerto Pizarro | Parámetros climáticos promedio de Puerto Pizarro | Parámetros climáticos promedio de Puerto Pizarro | Parámetros climáticos promedio de Puerto Pizarro | Parámetros climáticos promedio de Puerto Pizarro |
| Mes                                              | Ene.                                             | Feb.                                             | Mar.                                             | Abr.                                             | May.                                             | Jun.                                             | Jul.                                             | Ago.                                             | Sep.                                             | Oct.                                             | Nov.                                             | Dic.                                             | Anual                                            |
| ------------------------------------------------ | ------------------------------------------------ | ------------------------------------------------ | ------------------------------------------------ | ------------------------------------------------ | ------------------------------------------------ | ------------------------------------------------ | ------------------------------------------------ | ------------------------------------------------ | ------------------------------------------------ | ------------------------------------------------ | ------------------------------------------------ | ------------------------------------------------ | ------------------------------------------------ |
| Temp. media (°C)                                 | 26.1                                             | 26.5                                             | 26.8                                             | 26.3                                             | 25.6                                             | 24.3                                             | 23.5                                             | 23.2                                             | 23.4                                             | 23.9                                             | 24.2                                             | 25.2                                             | 24.9                                             |
| Temp. mín. media (°C)                            | 21.5                                             | 21.8                                             | 21.7                                             | 21.2                                             | 20.7                                             | 19.8                                             | 19.1                                             | 18.9                                             | 19                                               | 19.6                                             | 19.7                                             | 20.8                                             | 20.3                                             |
| Fuente: climate-data.org                         |                                                  |                                                  |                                                  |                                                  |                                                  |                                                  |                                                  |                                                  |                                                  |                                                  |                                                  |                                                  |                                                  |